# Assi Azar
Assi Azar (Jolón, 10 de junio de 1979) es un presentador de televisión israelí. Presentó la versión hebrea de Gran Hermano junto a Erez Tal hasta 2015, y The Next Star con Rotem Sela. Assi Azar fue uno de los cuatro presentadores del Festival de la Canción de Eurovisión 2019 en Tel Aviv, junto a Bar Refaeli, Erez Tal y Lucy Ayoub.

## Vida profesional
Su primer trabajo fue el programa en línea KIK. En 2004 y 2005 presentó el programa juvenil Exit. Después participó en programas como The Show, Good Evening with Guy y The Champion: Locker Room. También ha sido partícipe de programas satíricos como Trapped 24 y Talk to My Agent.
El 25 de enero de 2019, se anunció que Azar sería uno de los cuatro presentadores de Eurovisión 2019 en Tel Aviv junto a Lucy Ayoub, Erez Tal and Bar Refaeli. Azar fue el encargado de presentar desde la green room junto a Ayoub. En un comunicado expresó que donaría el total de su salario obtenido tras presentar la gala, a Gay Youth, una asociación pro derechos LGBTIQ israelí.

## Vida personal
En 2005 Azar dio a conocer su homosexualidad, y el 11 de abril de 2016 contrajo matrimonio con el español Albert Escolà en Barcelona.